# Małpy wąskonose
Małpy wąskonose (Catarrhini) – parworząd ssaków z podrzędu wyższych naczelnych w rzędzie naczelnych (Primates). Małpy wąskonose które charakteryzują się wąskim nosem, w odróżnieniu od małp szerokonosych (też zaliczanych do  małpokształtnych). Występują naturalnie na kontynentach określanych jako Stary Świat – w Europie, Azji i Afryce. Zaliczane są do wyższych naczelnych obok wyraków i małp szerokonosych.
Etymologia: gr. κατα kata ‘naprzeciwko, odwrotny’; ῥις rhis, ῥινος rhinos ‘nos, pysk’.
Linie ewolucyjne małp wąskonosych i szerokonosych oddzieliły się od siebie ok. 40 mln lat temu, a ok. 25 mln lat temu nastąpił podział wąskonosych na dwie nadrodziny:
- Cercopithecoidea J.E. Gray, 1821 – koczkodanowce
- Hominoidea J.E. Gray, 1825 – człekokształtne

Opisano również nadrodzinę wymarłą:
- Propliopithecoidea Straus, 1961

Rodziny wymarłe nie sklasyfikowane w żadnej z powyższych nadrodzin: 
- Dendropithecidae Harrison, 2002
- Pliopithecidae Zapfe, 1961

Rodzaje wymarłe nie sklasyfikowane w żadnej z powyższych nadrodzin:
- Iriripithecus Pickford, Musalizi, Senut, Gommery & Musiime, 2010[14] – jedynym przedstawicielem był Iriripithecus alekileki Pickford, Musalizi, Senut, Gommery & Musiime, 2010
- Kamoyapithecus Leakey, Ungar & Walker, 1995[15] – jedynym przedstawicielem był Kamoyapithecus hamiltoni (Madden, 1980)
- Karamojapithecus Pickford, Musalizi, Senut, Gommery & Musiime, 2010[16] – jedynym przedstawicielem był Karamojapithecus akisimia Pickford, Musalizi, Senut, Gommery & Musiime, 2010
- Kogolepithecus Pickford, Senut, Gommery & Musiime, 2003[17] – jedynym przedstawicielem był Kogolepithecus morotoensis Pickford, Senut, Gommery & Musiime, 2003
- Limnopithecus Hopwood, 1932[18]
- Lomorupithecus Rossie & MacLatchy, 2006[19] – jedynym przedstawicielem był Lomorupithecus harrisoni Rossie & MacLatchy, 2006
- Rhenopithecus Koenigswald, 1956[20] – jedynym przedstawicielem był Rhenopithecus eppelsheimensis (Haupt, 1935)
- Saadanius Zalmout, Sanders, MacLatchy, Gunnell, Al-Mufarreh, Ali, Nasser, Al-Masari, Al-Sobhi, Nadhra, Matari, J.A. Wilson & Gingerich, 2010[21] – jedynym przedstawicielem był Saadanius hijazensis Zalmout, Sanders, MacLatchy, Gunnell, Al-Mufarreh, Ali, Nasser, Al-Masari, Al-Sobhi, Nadhra, Matari, J.A. Wilson & Gingerich, 2010

Małpy wąskonose charakteryzują się wąską przegrodą nosową i blisko siebie położonymi nozdrzami skierowanymi w dół. W uzębieniu występują 32 zęby – tylko dwa zęby przedtrzonowe w każdej połówce szczęki w porównaniu z trzema u małp szerokonosych. Pięciopalczaste kończyny z pierwszym palcem przeciwstawnym, palce zakończone płaskimi paznokciami. Ogon występujący u makakoształtnych nigdy nie jest chwytny, u człekokształtnych nie występuje.
Niektóre gatunki wykazują tendencje do poruszania się w postawie dwunożnej. Catarrhini prowadzą głównie dzienny tryb życia. Są wśród nich gatunki nadrzewne oraz naziemne. Żyją w grupach rodzinnych lub w stadach o skomplikowanej strukturze społecznej.